# Kommunalwahlen in Baden-Württemberg 2009
Die Kommunalwahlen in Baden-Württemberg fanden am 7. Juni 2009 gleichzeitig mit der Europawahl in Deutschland 2009 und Kommunalwahlen in sechs anderen Bundesländern statt.
In 1101 Gemeinden und 35 Landkreisen in Baden-Württemberg wurden die Mitglieder von Gemeinderäten und Kreistagen gewählt. In der Region Stuttgart wurde zusätzlich die Regionalversammlung gewählt.
Bei den Kommunalwahlen konnten die Wähler sowohl Stimmen häufen (kumulieren) als auch Kandidaten von einer Liste auf eine andere übertragen (panaschieren).

## Wahlberechtigte und Bewerber
Wahlberechtigt waren deutsche Staatsbürger wie auch ausländische Mitbürger aus der EU. In den Gemeinden mit Ortschaftsverfassung wurden auch die Mitglieder der Ortschaftsräte bestellt. Insgesamt waren 7.929.946 Personen wahlberechtigt, das waren 175.739 mehr als bei den Kommunalwahlen 2004.
Es traten unter anderem die CDU, die SPD, Bündnis 90/Die Grünen, die FDP, die Freien Wähler, Die Linke und die Republikaner an.

## Ergebnisse
| Endgültiges Ergebnis der Gemeinderatswahlen in Baden-Württemberg | Endgültiges Ergebnis der Gemeinderatswahlen in Baden-Württemberg | 2009   | 2004                |
| FW                                                               | Freie und Unabhängige Wählervereinigungen                        | 37,6   | 35,5                |
| CDU                                                              | Christlich Demokratische Union Deutschlands                      | 28,1   | 32,1                |
| SPD                                                              | Sozialdemokratische Partei Deutschlands                          | 16,8   | 18,1                |
| GRÜNE                                                            | Bündnis 90/Die Grünen                                            | 7,4    | 6,0                 |
| FDP                                                              | Freie Demokratische Partei                                       | 4,6    | 2,8                 |
| DIE LINKE                                                        | Die Linke                                                        | 0,7    | übrige Parteien 0,9 |
| REP                                                              | Die Republikaner                                                 | 0,2    | übrige Parteien 0,9 |
| ÖDP                                                              | Ökologisch-Demokratische Partei                                  | 0,1    | übrige Parteien 0,9 |
| DKP                                                              | Deutsche Kommunistische Partei                                   | 0,0    | übrige Parteien 0,9 |
| CDU/FDP                                                          |                                                                  | 0,0    | übrige Parteien 0,9 |
| Gemeinsam                                                        | Gemeinsame Wahlvorschläge von Parteien mit Wählervereinigungen   | 4,5    | 4,7                 |
| gesamt (Rundungsdifferenz möglich)                               | gesamt (Rundungsdifferenz möglich)                               | 100,0  | 100,0               |
| Wahlbeteiligung                                                  | Wahlbeteiligung                                                  | 50,7 % | 52,0 %              |

| Endgültiges Ergebnis der Kreistagswahlen in Baden-Württemberg | Endgültiges Ergebnis der Kreistagswahlen in Baden-Württemberg  | 2009   | 2004                |
| CDU                                                           | Christlich Demokratische Union Deutschlands                    | 34,6   | 38,6                |
| FW                                                            | Freie und Unabhängige Wählervereinigungen                      | 24,3   | 23,7                |
| SPD                                                           | Sozialdemokratische Partei Deutschlands                        | 17,9   | 18,7                |
| GRÜNE                                                         | Bündnis 90/Die Grünen                                          | 10,8   | 9,5                 |
| FDP                                                           | Freie Demokratische Partei                                     | 7,4    | 5,5                 |
| DIE LINKE                                                     | Die Linke                                                      | 1,3    | übrige Parteien 2,0 |
| ÖDP                                                           | Ökologisch-Demokratische Partei                                | 0,7    | übrige Parteien 2,0 |
| REP                                                           | Die Republikaner                                               | 0,6    | übrige Parteien 2,0 |
| NPD                                                           | Nationaldemokratische Partei Deutschlands                      | 0,1    | übrige Parteien 2,0 |
| Sonstige                                                      | weitere Parteien                                               | 0,1    | übrige Parteien 2,0 |
| Gemeinsam                                                     | Gemeinsame Wahlvorschläge von Parteien mit Wählervereinigungen | 2,3    | 2,0                 |
| gesamt (Rundungsdifferenz möglich)                            | gesamt (Rundungsdifferenz möglich)                             | 100,0  | 100,0               |
| Wahlbeteiligung                                               | Wahlbeteiligung                                                | 51,5 % | 53,1 %              |